# 32bitový
V informačních technologiích označuje 32bitový čísla, paměťové adresy nebo datové jednotky, které jsou nejvýše 32 bitů dlouhé (4 oktety). 32bitový procesor a ALU definují architekturu počítače, která je založena na stejně dlouhých registrech nebo stejně široké adresové nebo datové sběrnici.
32bitový počítač je též označení pro počítače, ve kterých se nacházejí 32bitové procesory.

## Terminologie
V českém jazyce se zápisem odlišuje slovní druh. Zápis bez mezery tak označuje přídavné jméno (viz název tohoto článku). Zápis s mezerou pak označuje číslovku (například 32 bitů).

## Procesory
Mezi 32bitové procesory patří:
- Intel iAPX 432
- Intel 80386 a kompatibilní (rodina IA-32)
- Intel i860
- Intel i960
- ARM
- Motorola 68000 a další z této série[1]
- Motorola 88000
- IBM System/360
- DEC VAX
- IBM POWER1 a POWER2
- PowerPC (vybrané modely)
- SuperSPARC
- MIPS R2000, R3000 a R6000
- AMD 29000
- Hitachi SH4
- NEC V60